# Bellefonte (Arkansas)
Bellefonte es un pueblo ubicado en el condado de Boone en el estado estadounidense de Arkansas. En el Censo de 2010 tenía una población de 454 habitantes y una densidad poblacional de 262,8 personas por km².

## Geografía
Bellefonte se encuentra ubicado en las coordenadas 36°11′59″N 93°2′52″O / 36.19972, -93.04778. Según la Oficina del Censo de los Estados Unidos, Bellefonte tiene una superficie total de 1.73 km², de la cual 1.73 km² corresponden a tierra firme y (0%) 0 km² es agua.

## Demografía
Según el censo de 2010, había 454 personas residiendo en Bellefonte. La densidad de población era de 262,8 hab./km². De los 454 habitantes, Bellefonte estaba compuesto por el 98.02% blancos, el 0% eran afroamericanos, el 0.88% eran amerindios, el 0% eran asiáticos, el 0% eran isleños del Pacífico, el 0% eran de otras razas y el 1.1% pertenecían a dos o más razas. Del total de la población el 0.66% eran hispanos o latinos de cualquier raza.